# ナースパワー
株式会社ナースパワー人材センターは、熊本県熊本市中央区に本社を置き、医療系（特に看護師に特化した）人材紹介、人材派遣事業及び、高齢者複合施設の事業運営を行う企業である。

## 沿革
- 1985年12月 - 有限会社ナースパワー人材センター設立

職業紹介許可（43-ュ-010011）取得　　　
- 1992年10月 - 福岡市中央区赤坂に有限会社ナースパワー福岡支所を開設
- 1996年5月 - 会社組織を株式会社ナースパワー人材センターに変更
- 1996年10月 - 広島市中区にナースパワー広島支所を開設
- 1998年3月 - 熊本市神水に本社ビル：パワービルを竣工
- 2000年4月 - 独自の就業形態「応援ナース」の基本となる「離島応援ナース」のサービス提供開始
- 2003年4月 - 「応援ナース」の需要増加に伴い高待遇の「都市圏応援ナース」のサービス提供開始
- 2004年4月 - 沖縄県内での看護師不足緩和のため「沖縄応援ナース」のサービス提供開始
- 2005年6月 - 一般派遣労働事業許可（派43-300006）[2]を所得。派遣事業開始
- 2006年4月 - 東京都港区新橋にナースパワー東京支店開設
- 2006年11月 - 大阪市北区にナースパワー大阪支店開設
- 2007年4月 - 資本金を5,000万円から8,800万円に増資
- 2007年6月 - 沖縄県那覇市にナースパワー沖縄支所開設
- 2007年10月 - 商標名｢ナースパワー｣を特許庁より認可
- 2008年4月 - 横浜市西区にナースパワー横浜支所開設
- 2008年7月 - 名古屋市中区にナースパワー名古屋支所開設
- 2008年12月 - 北九州小倉北区にナースパワー北九州支所開設
- 2009年1月 - さいたま市大宮区にナースパワーさいたま支所開設
- 2010年4月 - ナースパワー東京が有楽町に移転
- 2011年4月 - 千葉県船橋市にナースパワー千葉支所開設
- 2011年8月 - 高齢者複合支援施設「八景水谷昭和館」を開設
- 2013年1月 - 札幌市中央区にナースパワー札幌支所開設

岡山市北区にナースパワー岡山支所開設
- 2017年6月 - 長野県松本市にナースパワー長野支所開設
- 2018年6月 - 宮城県仙台市にナースパワー仙台支所開設